# Sesamia
Sesamia es un género de polillas de la familia Noctuidae descrito por Achille Guenée en el año 1852.

## Especies
- Sesamia albicolor Janse, 1939
- Sesamia albivena Hampson, 1902
- Sesamia arfaki Bethune-baker, 1910
- Sesamia atlantica Boursin, 1944
- Sesamia bombiformis Wallengren, 1860
- Sesamia botanephaga Tams & Bowden, 1953
- Sesamia calamistis Hampson, 1910
- Sesamia celebensis Roepke, 1938
- Sesamia confusa (Sugi, 1982)
- Sesamia coniota Hampson, 1902
- Sesamia cretica Lederer, 1857
- Sesamia epunctifera Hampson, 1902
- Sesamia excelsa Laporte, 1976
- Sesamia fuscifrontia Hampson, 1914
- Sesamia geyri (Strand, 1915)
- Sesamia griselda Warren, 1913
- Sesamia grisescens Warren, 1911
- Sesamia hemiparacta Wileman & West, 1929
- Sesamia ilonae Hacker, 2002
- Sesamia incerta (Walker, 1856)
- Sesamia inferens (Walker, 1856)
- Sesamia jansei Tams & Bowden, 1953
- Sesamia madagascariensis Saalmüller, 1891
- Sesamia melianoides Rothshild, 1915
- Sesamia mesosticha D. S. Fletcher, 1961
- Sesamia monodi Rungs, 1963
- Sesamia nigritarsis Hampson, 1914
- Sesamia nigropunctata (Wileman, 1912)
- Sesamia nonagrioides (Lefèbvre, 1827)
- Sesamia oriaula Tams & Bowden, 1953
- Sesamia pallida (Butler, 1883)
- Sesamia penniseti Tams & Bowden, 1953
- Sesamia plagiographa D. S. Fletcher, 1961
- Sesamia poebora Tams & Bowden, 1953
- Sesamia poephaga Tams & Bowden, 1953
- Sesamia pseudoturpis Kononenko & Ahn, 1998
- Sesamia punctilinea (Wileman, 1912)
- Sesamia punctivena (Wileman, 1814)
- Sesamia roseoflammatra Pinhey, 1956
- Sesamia royi Laporte, 1973
- Sesamia rubritincta Hampson, 1902
- Sesamia rufescens Hampson, 1910
- Sesamia rungsi Boursin, 1957
- Sesamia sabulosa Hampson, 1910
- Sesamia sciagrapha D. S. Fletcher, 1961
- Sesamia steniptera Hampson, 1914
- Sesamia stictica Berio, 1976
- Sesamia submarginalis (Hampson, 1891)
- Sesamia sylvata Janse, 1939
- Sesamia taenioleuca (Wallengren, 1863)
- Sesamia tosta Snellen, 1872
- Sesamia turpis (Butler, 1879)
- Sesamia uniformis (Dudgeon, 1905)
- Sesamia vanharteni Hacker & Fibiger, 2002
- Sesamia viettei Rungs, 1954
- Sesamia wiltshirei Rungs, 1963